# Vladimir Maksimov
Vladimir Salmanovič Maksimov, sovjetski (ruski; rusko Владимир Салманович Максимов) rokometaš, * 14. oktober 1945, Moskva.
Leta 1972 je na poletnih olimpijskih igrah v Münchnu v sestavi sovjetske rokometne reprezentance osvojil peto mesto.